# EuroKom
Die EuroKom (Europäische Kommunikationsfähigkeit) (engl. Eurocom) ist Teil der Abschlussprüfung im Fach Englisch bzw. Französisch, die an Realschulen und Gemeinschaftsschulen in Baden-Württemberg in der 9. Klasse oder in der 10. Klasse durchgeführt wird.
Sie besteht aus folgenden Teilen:
- Präsentation eines selbst gewählten Themas, die auf Englisch oder Französisch gehalten werden muss (10 Punkte)
- Dialogisches Sprechen  (kommunikativ-situative Aufgabenform) (5 Punkte)
- Sprachmittlung Aufgaben (10 Punkte)

Die EuroKom zählt gegenüber dem übrigen Teil der Abschlussprüfung im Fach Englisch bzw. Französisch zur Hälfte. Sie dauert mindestens 15 Minuten pro Schüler und es können bis zu 25 Punkte erreicht werden. Punkte werden für Sprache, aber auch für die Reaktionsfähigkeit auf Fragen vergeben.
Es wird einzeln geprüft, wobei der Hörverständnistest in zwei gleich lange Teile aufgeteilt wird. Die situativ-kommunikativen Aufgaben werden meist in Partnerarbeit durchgeführt. Die Präsentation wird immer einzeln vorgetragen, da die Schüler unterschiedliche Themen wählen.
Die Prüfungskommission besteht aus dem eigenen Fachlehrer und einer weiteren Lehrkraft des Fachbereiches Englisch bzw. Französisch.
Ab dem Schuljahr 2020/21 sollen die Prüfungen in neuer Form stattfinden.